# Nederlandse kampioenschappen schaatsen allround & sprint 2025
De Nederlandse kampioenschappen schaatsen allround & sprint 2025 in het langebaanschaatsen werden op 28 en 29 december 2024 verreden in de schaatshal Thialf in Heerenveen. Voor de mannen allround was het de 83e editie, voor de vrouwen allround de 67e editie, voor de mannen sprint de 57e editie en voor de vrouwen sprint de 43e editie. Het was de negende keer dat deze vier kampioenschappen in één toernooiweekend werden verreden.

## Programma

### NK Allround
| Datum                | Vrouwen                                           | Mannen                                          |
| -------------------- | ------------------------------------------------- | ----------------------------------------------- |
| zaterdag 28 december | 11:10 - 500 meter vrouwen 12:15 - 3.000 m vrouwen | 11:35 - 500 meter mannen 13:30 - 5.000 m mannen |
| zondag 29 december   | 11:05 - 1.500 m vrouwen 12:50 - 5.000 m vrouwen   | 12:00 - 1.500 m mannen 13:45 - 10.000 m mannen  |

### NK Sprint
| Datum                | Vrouwen                                           | Mannen                                          |
| -------------------- | ------------------------------------------------- | ----------------------------------------------- |
| zaterdag 28 december | 15:25 - 500 meter vrouwen 16:30 - 1.000 m vrouwen | 15:50 - 500 meter mannen 17:10 - 1.000 m mannen |
| zondag 29 december   | 15:25 - 500 meter vrouwen 16:30 - 1.000 m vrouwen | 15:50 - 500 meter mannen 17:10 - 1.000 m mannen |

## Kwalificatie WK Allround en Sprint
Op deze kampioenschappen waren telkens drie tickets voor de Europese kampioenschappen allround & sprint te verdienen. Deze kampioenschappen vinden op 11 en 12 januari 2025 plaats in Heerenveen.
Femke Kok had nog last van de naweeën van het cytomegalovirus en startte de tweede dag niet op advies van haar medische begeleiders en coach. Zij kreeg een kleine week later een aanwijsplek van de selectiecommissie van de KNSB en start dus wel op de EK Sprint. Chloé Hoogendoorn is hierdoor reserve.
Patrick Roest slaagde er niet in zijn titel te verdedigen. Hij viel door aanhoudende klachten na het laten trekken van een verstandskies zelfs buiten de medailles en zal niet starten op het EK Allround.

## Medaillewinnaars

### Eindklassementen
| Onderdeel           | Kampioen       | Tweede             | Derde                     |
| ------------------- | -------------- | ------------------ | ------------------------- |
| NK Allround Vrouwen | Joy Beune      | Merel Conijn       | Antoinette Rijpma-de Jong |
| NK Allround Mannen  | Beau Snellink  | Chris Huizinga     | Marcel Bosker             |
| NK Sprint Vrouwen   | Jutta Leerdam  | Suzanne Schulting  | Chloé Hoogendoorn         |
| NK Sprint Mannen    | Jenning de Boo | Merijn Scheperkamp | Tim Prins                 |

| Kwalificatieplek voor het EK in Heerenveen |

### Allround Vrouwen
| Onderdeel  | Eerste                    | Tweede                    | Derde                     |
| ---------- | ------------------------- | ------------------------- | ------------------------- |
| Klassement | Joy Beune                 | Merel Conijn              | Antoinette Rijpma-de Jong |
|            |                           |                           |                           |
| 500 meter  | Antoinette Rijpma-de Jong | Gioya Lancee              | Joy Beune                 |
| 1500 meter | Joy Beune                 | Antoinette Rijpma-de Jong | Merel Conijn              |
| 3000 meter | Merel Conijn              | Joy Beune                 | Sanne in 't Hof           |
| 5000 meter | Merel Conijn              | Marijke Groenewoud        | Joy Beune                 |

### Allround Mannen
| Onderdeel    | Eerste            | Tweede             | Derde              |
| ------------ | ----------------- | ------------------ | ------------------ |
| Klassement   | Beau Snellink     | Chris Huizinga     | Marcel Bosker      |
|              |                   |                    |                    |
| 500 meter    | Ties van Seumeren | Loek van Vilsteren | Patrick Roest      |
| 1500 meter   | Beau Snellink     | Marcel Bosker      | Freek van der Ham  |
| 5000 meter   | Chris Huizinga    | Beau Snellink      | Kars Jansman       |
| 10.000 meter | Chris Huizinga    | Beau Snellink      | Jasper Krommenhoek |

### Sprint Vrouwen
| Onderdeel  | Eerste        | Tweede            | Derde             |
| ---------- | ------------- | ----------------- | ----------------- |
| Klassement | Jutta Leerdam | Suzanne Schulting | Chloé Hoogendoorn |
|            |               |                   |                   |
| 500 meter  | Femke Kok     | Jutta Leerdam     | Dione Voskamp     |
| 1000 meter | Jutta Leerdam | Suzanne Schulting | Femke Kok         |
| 500 meter  | Jutta Leerdam | Suzanne Schulting | Marrit Fledderus  |
| 1000 meter | Jutta Leerdam | Chloé Hoogendoorn | Marrit Fledderus  |

### Sprint Mannen
| Onderdeel  | Eerste         | Tweede             | Derde              |
| ---------- | -------------- | ------------------ | ------------------ |
| Klassement | Jenning de Boo | Merijn Scheperkamp | Tim Prins          |
|            |                |                    |                    |
| 500 meter  | Jenning de Boo | Mats van den Bos   | Merijn Scheperkamp |
| 1000 meter | Tim Prins      | Jenning de Boo     | Merijn Scheperkamp |
| 500 meter  | Jenning de Boo | Mats van den Bos   | Merijn Scheperkamp |
| 1000 meter | Jenning de Boo | Merijn Scheperkamp | Tim Prins          |

## Uitslagen
PR = Persoonlijk Record

### Vrouwen allround
| #      | Schaatser                 | 500m       | 3000m          | 1500m          | 5000m          | Punten  |
| ------ | ------------------------- | ---------- | -------------- | -------------- | -------------- | ------- |
| Goud   | Joy Beune                 | 39,44 (3)  | 4.01,03 (2)    | 1.54,69 (1)    | 6.55,67 (2)    | 159,408 |
| Zilver | Merel Conijn              | 40,25 (10) | 3.58,31 (1) PR | 1.55,85 (3) PR | 6.48,96 (1) PR | 159,480 |
| Brons  | Antoinette Rijpma-de Jong | 38,73 (1)  | 4.04,80 (4)    | 1.55,62 (2)    | 7.10,11 (6)    | 161,081 |
| 4      | Marijke Groenewoud        | 39,67 (5)  | 4.05,89 (5)    | 1.57,98 (7)    | 6.55,61 (2)    | 161,538 |
| 5      | Robin Groot               | 39,83 (7)  | 4.07,45 (6)    | 1.57,42 (5)    | 7.04,09 (5)    | 162,620 |
| 6      | Melissa Wijfje            | 39,84 (8)  | 4.07,75 (7)    | 1.56,82 (4)    | 7.15,82 (7)    | 163,653 |
| 7      | Gioya Lancee              | 39,43 (2)  | 4.09,43 (8)    | 1.57,95 (6)    | 7.29,41 (8)    | 165,258 |
| 8      | Sanne in 't Hof           | 42,34 (19) | 4.04,02 (3)    | 2.01,30 (12)   | 7.00,45 (4)    | 165,488 |
| 9      | Jade Groenewoud           | 40,16 (9)  | 4.09,57 (10)   | 1.59,55 (8)    | 990999         | 121,605 |
| 10     | Reina Anema               | 41,13 (14) | 4.09,43 (8)    | 2.00,23 (10)   | 991099         | 122,777 |
| 11     | Kim Talsma                | 40,51 (12) | 4.15,93 (14)   | 1.59,57 (9)    | 991199         | 123,021 |
| 12     | Rosalie van Vliet         | 40,29 (11) | 4.16,88 (15)   | 2.00,41 (11)   | 991299         | 123,239 |
| 13     | Evelien Vijn              | 41,73 (17) | 4.11,83 (12)   | 2.01,48 (13)   | 991399         | 124,194 |
| 14     | Naomi van der Werf        | 41,27 (15) | 4.17,96 (16)   | 2.02,53 (14)   | 991499         | 125,106 |
| 15     | Leonie Bats               | 40,62 (13) | 4.21,95 (18)   | 2.02,58 (15)   | 991599         | 125,138 |
| 16     | Esmee Visser              | 42,76 (20) | 4.12,12 (13)   | 2.02,66 (16)   | 991699         | 125,666 |
| 17     | Vera van Ditshuizen       | 41,56 (16) | 4.19,85 (17)   | 2.03,88 (17)   | 991799         | 126,161 |
| 18     | Lotte Groenen             | 39,77 (6)  | 4.29,62 (20)   | 2.07,05 (19)   | 991899         | 127,056 |
| 19     | Hilde Noppert             | 41,74 (18) | 4.25,46 (19)   | 2.05,51 (18)   | 991999         | 127,819 |
| 20     | Elisa Dul                 | 39,66 (4)  | 4.10,91 (11)   | DNS            | 992099         | 81,478  |